# Ваља Лупулуј (Васлуј)
Ваља Лупулуј (рум. Valea Lupului) насеље је у Румунији у округу Васлуј у општини Гергешти. Oпштина се налази на надморској висини од 217 m.

## Становништво
Према подацима из 2002. године у насељу је живело 3 становника.